# Johann Ehrenreich von Fichtel
Johann Ehrenreich von Fichtel (ur. 29 września 1732 w Pressburgu, zm. 4 lutego 1795 w Hermannstadt) – austriacki prawnik, geolog, mineralog.

## Zarys działalności
Studiował prawo w Budapeszcie i Wiedniu. Pracował na różnych stanowiskach w administracji państwowej oraz jako adwokat w Wiedniu (1762-1768 i 1785-1787) i siedmiogrodzkim Sybinie (1768-1785 i ponownie od 1787). Zajmował się mineralogią, petrografią oraz geologią i w związku z badaniem złóż mineralnych wiele podróżował urzędowo po Karpatach. Poznał wszystkie regiony górnicze dawnych Górnych Węgier (dzisiejszej Słowacji), m.in. Bańską Bystrzycę, Kremnicę i Bańską Szczawnicę. W lipcu 1788 dotarł do podnóża Tatr, gdzie interesował się dawnymi kopalniami złota w Krywaniu. Tego samego lata przebywał na Orawie, gdzie obserwował palące się torfowiska i jako pierwszy stwierdził piaskowcową budowę Babiej Góry (chociaż nie ma bezpośrednich dowodów, że był na jej szczycie). Odwiedził Góry Tokajsko-Slańskie, Gutyńskie, Kelimeny i Gurghiu. Przebywał także w górach Hargita, gdzie badał ślady dawnego wulkanizmu i występujące tam skały wulkaniczne.
Był członkiem "Gesellschaft Naturforschender Freunde" w Berlinie (od 1775) i "Leipziger Ökonomische Societät" w Lipsku (od 1781). W sierpniu 1786 uczestniczył w międzynarodowym kongresie w Szklenó (obecnie Sklené Teplice na Słowacji), poświęconym górnictwu i mineralogii. Ponadto był członkiem założycielem powołanego tam "Societät der Bergbaukunde", pierwszego na świecie międzynarodowego stowarzyszenia naukowego.

## Wybrane publikacje
- Physikalisch-metallurgische Abhandlung über die Gebirge und Bergwerke in Ungarn, Berlin u. Stettin, 1780;
- Nachricht von den Versteinerungen des Großfürstentums Siebenbürgen, Nürnberg 1780;
- Beitrag zur Mineralgeschichte von Siebenbürgen, Nürnberg 1780;
- Geschichte des Steinfalzes und der Steinfalzgruben im Grossfürstenthum Siebenbürgen, Nürnberg 1780;
- Mineralogische Bemerkungen von den Karpathen, Wien 1791-1794;
- Nachricht von einem in Ungarn entdeckten ausgebrannten Vulkan, Berlin 1793;
- Mineralogische Aufsätze, Wien 1794.